# Perły i Łotry
Perły i Łotry (dawniej Prawdziwe Perły, Perły i Łotry Szanghaju) – zespół wykonujący muzykę folkową, w tym m.in. tradycyjne marynarskie pieśni pracy a’cappella.

## Historia
Zespół został założony w roku 1992 przez Grzegorza Majewskiego, Marka Razowskiego, Sławomira Olko oraz Konrada Irzyka. W tym czasie Perły i Łotry Shanghaju wykonują jedynie muzykę a cappella.
W tym składzie zespół wydaje dwa albumy:
- Sail-Ho! (1995)
- Pieśni po pracy (1997)

W 1998 z zespołu odchodzą Konrad Irzyk oraz Marek Razowski, na których miejsce dochodzą Michał Gramatyka i Wojciech Harmansa. Razem ze zmianą składu zespół zaczyna w swojej muzyce wykorzystywać instrumenty. W 2000 zespół wydaje płytę Kanał lewy, kanał prawy (jest to ostatnia płyta zespołu).
Na przełomie lat 2000/2001 od zespołu odchodzi Grzegorz Majewski (w konflikcie z zespołem), w miejsce którego dołącza Adam Ryszard Saczka, a także pojawia się Michał Smoliński. W 2000 następuje zmiana nazwy zespołu na Perły i Łotry. Pod nową nazwą oraz z nowym składem zespół w grudniu 2001 wydaje album Perły w sieci. W latach 2002–2003 w zespole pojawia się Artur Dziuk, który wcześniej grał w zespole Poszedłem na dziób. W 2003 od zespołu odchodzi Sławomir Olko, którego zastępuje Wojciech Paluszkiewicz, były członek zespołu V. W roku 2004 zespół wydaje kolejną płytę - Burza. Dekada Łotrów (wśród wykonawców pojawia się jeszcze Sławomir Olko). W tym składzie zespół wydaje w styczniu 2006 płytę znacznie odbiegającą od dotychczasowego image Pereł. Jest to płyta Missa, na której znajdują się utwory religijne.
Zespół zmienił nazwę na Prawdziwe Perły. W styczniu 2010 premierę miała najnowsza płyta pt. Na wygnaniu, która została wydana w internecie.
W 2018 roku jeden z członków zespołu, dyrektor w państwowej firmie Enea, stracił pracę. Wojciech Harmansa wystąpił w sierpniu tego roku na Festiwalu Charzykowym, podczas wykonywania bisu, zespół założył koszulki z napisem „Konstytucja”. Występ w koszulce nie spodobał się posłowi PiS Aleksandrowi Mrówczyńskiemu. Polityk napisał do sponsora imprezy, Enei, pisząc o „antyrządowych demonstracjach”. Przedstawiciele Enei twierdzą, że chodziło o „poważne uchybienia pracownika”.

## Działalność
Członkowie zespołu od wielu lat angażują się w działalność charytatywną. W roku 2002 współuczestniczyli w produkcji płyty Szanty dla Pajacyka dołączonej do czasopisma Żagle. Dochód z jej sprzedaży przeznaczony był dla fundacji Pajacyk. W roku 2004 pojawili się na kolejnej płycie-cegiełce zatytułowanej Szanty z sercem. Tym razem dochód ze sprzedaży został przeznaczony na rozwój Fundacji Rozwoju Kardiochirurgii w Zabrzu. Obydwie płyty były kompilacjami utworów różnych wykonawców szantowych.
Perły i Łotry są gospodarzami serii festiwali Port Pieśni Pracy odbywających się dwa razy w roku w Tychach oraz raz w roku w Charzykowach. Obecnie festiwale te są organizowane pod hasłem Szanty z sercem i wspomagają Fundację Rozwoju Kardiochirurgii, którą stworzył prof. Zbigniew Religa.
Zespół jest członkiem ISSA (International Shanty and Seasong Association).

## Historia składów
1992-1998
- Grzegorz Majewski
- Sławomir Olko
- Marek Razowski
- Konrad Irzyk

1998-2000
- Grzegorz Majewski
- Sławomir Olko
- Michał Gramatyka
- Wojciech Harmansa

2001-2002
- Sławomir Olko
- Michał Gramatyka
- Wojciech Harmansa
- Adam Ryszard Saczka
- Michał Smoliński

2002-2003
- Sławomir Olko
- Michał Gramatyka
- Wojciech Harmansa
- Adam Ryszard Saczka
- Michał Smoliński
- Artur Dziuk

2003-2006
- Michał Gramatyka
- Wojciech Harmansa
- Adam Ryszard Saczka
- Michał Smoliński
- Wojciech Paluszkiewicz

Z końcem 2006 do zespołu dołączył Marek Wójcik.
W 2008 Wojciecha Paluszkiewicza zastąpił Michał Palka.
2018-2020
- Michał Gramatyka
- Wojciech Harmansa
- Michał Mrozik
- Włodzimierz Dębski
- Ireneusz Herisz
- Adam Nawrot

## Dyskografia

### Perły i Łotry Shanghaju
- Sail-Ho! (1995)
- Pieśni po pracy (1997)
- Kanał lewy, kanał prawy (2000)

### Perły i Łotry
- Perły w sieci (2001)
- Burza. Dekada Łotrów (2004)
- Missa (2006)

### Prawdziwe Perły
- Na wygnaniu (2010)